# 1659 год в России
Царствование: 1645—1676 — Алексея Михайловича

## События
- 1654—1667 — Русско-польская война[1].
  - Зима 1658/1659 — русское войско оставило Минск[2].
  - Русское войско под командованием И.А. Хованского и И.И. Лобанова-Ростовского одержало ряд побед в ВКЛ[2].
  - 8 февраля — битва под Мяделем[1].
  - Октябрь 1658—апрель 1659 — осада Мстиславля[2].
  - Апрель — русское правительство направило на Левобережную Украину войско под командованием А.Н. Трубецкого, которое осадило Конотоп[2].
  - Май — крымский хан Мехмед IV Герай, выступил с войском (по разным оценкам от 30 до 60 тыс. чел.) на помощь низложенному в 1658 году гетману И.Е. Выговскому, передав реальное командование нурадину Адиль-Гирею и Карач-мурзе Ширинскому (бею Перекопской Орды 1653-1663)[3].
  - Май—декабрь — осада Старого Быхова[4].
  - Начало июня — крымское войско блокировало и разгромило часть русских сил и преданных Москве казаков под Голтвой[3].
  - 24 июня (4 июля) — крымское войско соединилось с отрядами И.Е. Выговского, который ввиду явной малочисленности своих войск (16 тыс. казаков и от 1,5 до 3 тыс. чел. в наёмных хоругвях) присягнул хану[3].
  - 27—28 июня (7—8 июля) — сражение под Конотопом, победа отрядов украинского гетмана Выговского и крымских татар[5].
  - 29 июня (9 июля) — А.Н. Трубецкой снял осаду Конотопа и начал отход к Путивлю. Попытка Выговского развить успех и уничтожить русское войско при отступлении окончилась неудачей[6].
  - 29 июня (9 июля) — Мехмед IV Герай устроил массовую казнь русских пленных (особый резонанс получила расправа над воеводой С.Р. Пожарским)[3].
  - Июнь — на Правобережной Украине антипольское восстание казаков во главе с Иваном Богуном; низложение гетмана Выговского[5].
  - 15-16 (25-26) августа — крымские татары и ногаи зашли в тыл Белгородской черты и до 03 (13) сентября разоряли внутренние районы Русского государства, от Путивля до Новгорода-Северского, Курска, Воронежа, Ельца, и Переяславля-Рязанского. Русское правительство настолько опасался нападения на Москву, что царь Алексей Михайлович лично работал на строительстве городских укреплений. В результате набега в плен было угнано 25,5 тысяч человек[7].
  - Крымские татары хана Мухаммед IV Гирея захватили, разграбили и сожгли Ромны и другие города Левобережья Днепра[2].
  - 17 (27) октября — казацкой Радой в Переяславле новым гетманом Левобережной Украины избран сын Богдана Хмельницкого (1596—1657) — Юрий Богданович (1641—1685)[5][8].
  - Дорошенко Пётр Дорофеевич послан Ю.Б. Хмельницким послом в Москву[9].
  - Изменение Мартовских статей получивших название по городу где были приняты — Переяславские статьи[10].
  - 17 октября — новым украинским гетманом и русским представительством во главе с князем Алексеем Трубецким подписан договор о русско-украинских взаимоотношениях — будет действительным до битвы под Слободищем (7-8 октября 1660).
  - 16 (26) ноября — битва под Хмельником[1]. В.Б. Шереметьев близ г. Хмельник нанёс поражение объединённым силам Выговского, А. Потоцкого и Я.Ф. Сапеги[2].
  - Осень — восстание винницкого полковника И. Богуна и кошевого атамана Запорожской Сечи И. Сирко против Е.И. Выговского[11].
  - Осень — Выговский, не имевший поддержки среди большей части казаков, бежал в Речь Посполитую, где получил звание сенатора и киевского воеводы[6].

- Экспедиция Семёна Дежнёва[12]:
  - Май — на Анадырь с властными полномочиями прибывает сын боярский Иванов Курбат. Дежнёв С.И. сдал ему дела с частью "костяной казны" (клыки моржей свыше 2 тонн), после чего отпущен в Якутск, куда добрался только в 1662 году[12].
- Весна — задержанные в Крымском ханстве русские посланники посажены в яму и закованы в кандалы[3].
- 8 мая — умерла царевна Анна Алексеевна[13].
- В Москву прибывает католический священник хорват Юрий Крижанич (ок. 1617—1683) с проповедями «славянского единства». Сосланный с ежемесячным жалованьем в Тобольск (20 января 1661), он напишет там главные сочинения, среди которых «Русское государство во 2-й половине 17 в.»[14].
- 1658—1659 — в Москве находилось посольство Донского войска для получения царского жалования. Одним из его членов был Степан Тимофеевич Разин[15].
- Ордин-Нащокин Афанасий Лаврентьевич отстаивает перед царём идею русско-шведского союза, который, по его мнению, должен был вынудить Речь Посполитую согласиться на мир, выгодный Русскому государству[16].
- Около 1659 — образован Приказ денежного и хлебного сбора на базе упразднённого Приказа сбора ратных людей для собирания "десятой деньги" — чрезвычайного налога (1/10 от стоимости движимого имущества налогоплательщика). Ведал сбором денег и провианта для обеспечения войск[17].
- Башмаков Дементий Минич, выполняя особое царское поручение, посетил опального патриарха Никона[18].
- Пожалованы окольничеством: Волынский Михаил Семёнович[19].
- Пожалованы боярством: Прозоровский Иван Семёнович (убит 1670), Милославский Иван Андреевич (ум. 1663), Салтыков Пётр Михайлович[19].
- Местничество: 
  - Куракин Фёдор Фёдорович и Трубецкой Алексей Никитич[20].
  - Лихарев Василий Никитич и Полев Иван Андреевич[20].
  - Волынский Дмитрий Петрович против Вельяминов Андрей Степанович и Щетинин Пётр Иванович[20].
  - Городовые дворяне и дети боярские: мещеряне (князья Болховские, Вышеславцевы, Мосоловы, Москотиньевы, Мясоедовы, Протасьевы, Свищовы) против Лихарев Василий Никитич[20].
  - Коробьин Василий, Безобразов Яков, Леонтьев Григорий, Поленов Никифор, Воробин Данила, Ушаков Кирилл против Змеев Семён Данилович (1659=1660)[20].

## Города и поселения
- Одоевский Никита Иванович совместно с Волконским Фёдором Фёдоровичем, после поражения в Конотопской битве, руководят строительством укреплений в Москве в связи с угрозой нападения крымского хана Мухаммед IV Гирея на город[21].
- Близ Козлова (сов. Мичуринск), на р. Лесной Воронеж, основана государственная военная судоферфь[22].
- В Чернигове возобновлён острог (см. 1531 и 1610 года)[23].
- Нарва сильно пострадала от пожара[24].
- Шилкский острожек стал официально именоваться Нерчинским острогом (сов. г. Нерчинск)[25].
- 1659—1660 — достраивался Катайских острог (см. 1655 год)[26].
- Крестьянами П. Ульяновым и Е. Гилевым на месте татарского городища Явлу-Тура основана Ялуторовская слобода (сов. г. Ялуторовск)[27].

## Руководители приказов
| Года      | Приказ             | Ф,И,О главы                 | Примечания            |
| --------- | ------------------ | --------------------------- | --------------------- |
| 1652—1664 | Новая четверть     | Хитрово Богдан Матвеевич    |                       |
| 1654—1680 | Оружейная палата   | Хитрово Богдан Матвеевич    |                       |
| 1658—1666 | Ствольный приказ   | Хитрово Богдан Матвеевич    |                       |
| 1654-1664 | Большого дворца    | Ртищев Фёдор Михайлович     |                       |
| 1658-1659 | Лифляндских дел    | Ртищев Фёдор Михайлович     |                       |
| 1648-1665 | Стрелецкий приказ  | Милославский Илья Данилович |                       |
| 1648-1666 | Большой казны      | Милославский Илья Данилович |                       |
| 1649-1666 | Иноземский приказ  | Милославский Илья Данилович | Боярин                |
| 1649-1667 | Аптекарский приказ | Милославский Илья Данилович |                       |
| 1659-1662 | Рейтарский приказ  | Милославский Илья Данилович | Первый раз: 1650-1658 |
| 1656-1666 | Счётный приказ     | Милославский Илья Данилович |                       |
| 1653-1667 | Посольский приказ  | Иванов Алмаз Иванович       |                       |
| 1654-1669 | Печатный приказ    | Иванов Алмаз Иванович       |                       |
| 1656-1661 | Пушкарский приказ  | Долгоруков Юрий Алексеевич  | Первый раз: 1650-1654 |
| 1630-1661 | Разрядный приказ   | Гавренёв Иван Афанасьевич   | Окольничий            |
| 1656-1664 | Тайных дел         | Башмаков Дементий Минич     |                       |

## Воеводы[34]
Города по алфавиту
| Года      | Город         | Ф,И,О воеводы                         | Примечания |
| --------- | ------------- | ------------------------------------- | ---------- |
| 1656-1661 | Албазин       | Пашковы: Афанасий и Еремей            |            |
| 1659      | Арзамас       | Борисов-Бороздин Андрей Михайлович    | Стольник   |
| 1658-1660 | Астрахань     | Львов Дмитрий Петрович                | Боярин     |
| 1659      | Берёзов       | Зубов Борис Афанасьевич               | Стряпчий   |
| 1659      | Болхов        | Плещеев Дмитрий                       |            |
| 1658-1659 | Царёв-Борисов | Киреев Роман                          |            |
| 1658-1659 | Брянск        | Годунов Пётр Иванович                 | Стольник   |
| 1659      | Брянск        | Лобанов-Ростовский Александр Иванович | Стольник   |
| 1659      | Белгород      | Звенигородский Алексей Юрьевич        | Стольник   |
| 1659      | Белёв         | Хитрово Дмитрий Варфоломеевич         |            |

## Родились
- Апраксин, Пётр Матвеевич (1659 — 29 мая [9 июня] 1728) — военачальник, участник Северной войны, сподвижник Петра I.
- Бухвостов, Сергей Леонтьевич (1659—1728) — «первый российский солдат» (1683).
- Гагарин, Матвей Петрович (ок. 1659 — 16 марта 1721) — воевода, глава Сибирского приказа и Оружейной палаты, комендант Москвы, первый глава Сибирской губернии.
- Долгоруков, Яков Фёдорович (1659 — 8 ноября 1720) — боярин, приказной судья, генерал-комиссар, генерал-пленипотенциар-кригс-комиссар.

## Умерли
- Царевна Анна Алексеевна (23 января 1655, Вязьма — 8 мая 1659, Москва) — третья дочь и пятый ребёнок царя Алексея Михайловича и царицы Марии Милославской[13].
- Барятинский, Фёдор Петрович (ум. 12 мая 1659) — государственный и военный деятель.
- Львов, Василий Петрович (ум. 1659) — стольник, окольничий и воевода.
- Львов, Семён Петрович (? — 1659) — стольник и дворянин.
- Пожарский, Семён Романович (ок. 1618 — 29 июня 1659) — князь, окольничий и воевода.
- Прозоровский, Семён Васильевич (ок. 1586 — 14 сентября 1659) — князь, стольник, воевода и боярин.
- Пушкин, Борис Иванович (ок.1590 — 1659) — дипломат, государственный деятель.
- Шереметев, Василий Петрович (ум. 1659) — комнатный стольник, боярин, воевода в Нижнем Новгороде, участник государева похода (1654).